# Okergele grasuil
De okergele grasuil (Apamea sublustris) is een nachtvlinder uit de familie van de uilen, de Noctuidae.
De wetenschappelijke naam sublustris (licht glimmend) verwijst naar de gladde structuur van de voorvleugel.

## Beschrijving
De voorvleugellengte bedraagt tussen de 18 en 21 millimeter. De grondkleur van de vleugels is geel, warmer geel dan bij de grotere maar sterk gelijkende bleke grasworteluil (Apamea lithoxylaea). De vleugel heeft een bruine zoom en een roodachtig bruine tekening in het midden van de vleugel.

## Waardplanten
De okergele grasuil gebruikt diverse grassen als waardplanten. De rups is te vinden van augustus tot april en overwintert in de grond.

## Voorkomen
De soort komt in Europa en het noorden van Turkije voor.

### In Nederland en België
De okergele grasuil is in Nederland en België een zeldzame soort. In Nederland is de soort voornamelijk bekend uit de duinen, ook in België komt de soort vooral langs de kust voor. De vlinder kent één generatie die vliegt van halverwege mei tot halverwege augustus.